# Naim

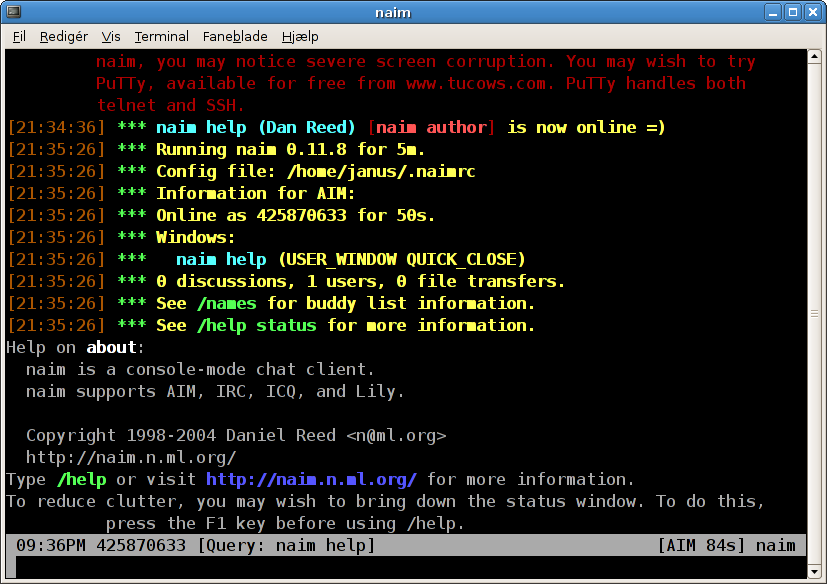
Zrzut ekranu z naim

naim – multikomunikator internetowy napisany przez Daniela Reeda w języku C. Obsługuje takie protokoły jak IRC, AIM, ICQ oraz lily (CMC). Nie posiada interfejsu graficznego, można go więc uruchomić jedynie w trybie konsolowym, używa także biblioteki ncurses. Jest wolnym oprogramowaniem dostępnym na licencji GNU GPL.